# 라스트 위치 헌터
《라스트 위치 헌터》(영어: The Last Witch Hunter)는 2015년 공개된 미국의 판타지 액션 영화이다.

## 출연
- 빈 디젤 - 콜더
- 로즈 레슬리 - 클로이
- 일라이저 우드 - 37대 돌런
- 마이클 케인 - 36대 돌런
- 올라뷔르 다리 올라프손 - 발타사르 케톨라
- 줄리 엥겔브렉트 - 마녀 여왕
- 리나 오언 - 글레이저
- 이자크 드 방콜레 - 맥스 슐레진저
- 로테 페르베이크 - 헬레나
- 돈 올리비에리 - 다니크
- 인바르 라비 - 소냐
- 에이미 카레로 - 미란다
- 벡스 테일러클라우스 - 브로닌
- 알레그라 카펜터 - 파티마
- 조 길건